# Statue équestre de Louis XIII
La statue équestre de Louis XIII est un marbre réalisée en 1821 par Jean-Pierre Cortot sur un modèle de Charles Dupaty. Elle est installée au centre du square Louis-XIII (place des Vosges) depuis 1825, en remplacement d'une précédente statue commandée par Armand Jean du Plessis de Richelieu, réalisée par Pierre II Biard, inaugurée en 1639 et détruite pendant la Révolution française.

## Description

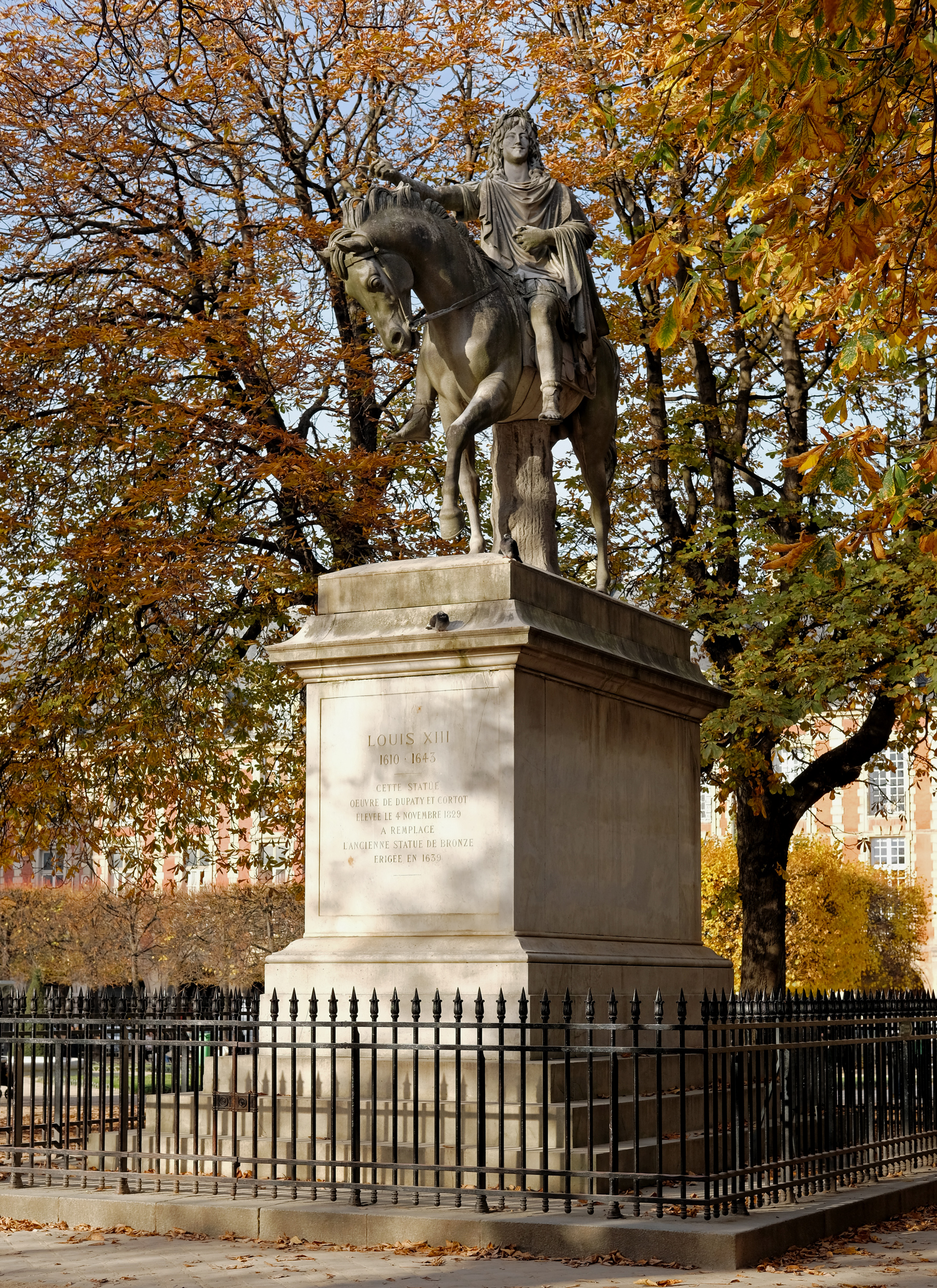
Vue générale de la statue, sur son socle.

La statue est sur un piédestal entouré de grilles en fer forgé.
Louis XIII est vêtu en empereur romain, il porte une cuirasse sous son manteau, un glaive à son côté gauche et une couronne de laurier. De la main droite, il tient les rênes, alors qu'il ouvre le bras droit dans un geste de majesté en se tournant vers la gauche. Il monte sans étriers.
Le cheval lève le pied avant gauche et tourne la tête vers la droite. Un tronc d'arbre a été placé sous son ventre pour éviter l'effondrement de la statue.

## Histoire

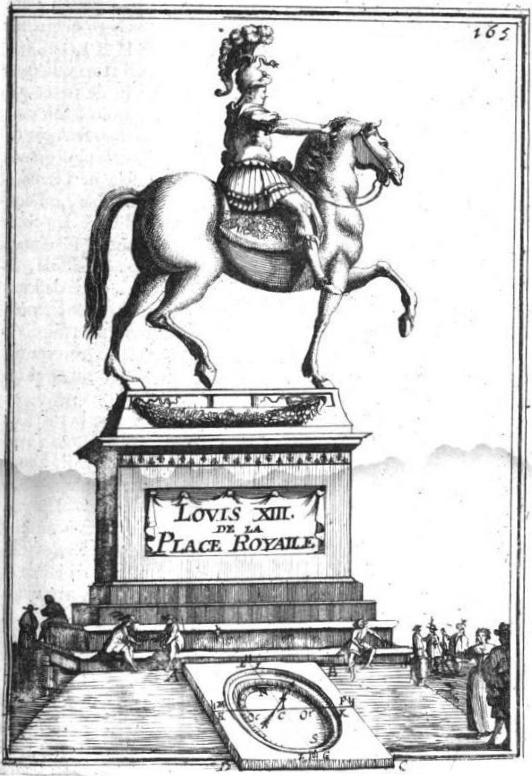
La première statue équestre (d'après Manesson Mallet).

En 1634, le cardinal de Richelieu commande une statue de bronze pour occuper le centre de la place Royale (dénommée place des Vosges après 1800) afin d'y empêcher les duels fréquents qui s'y déroulaient. Cette statue, confiée au sculpteur Pierre II Biard, était constituée d'un cheval commandé en 1560 par Catherine de Médicis pour une statue équestre du roi Henri II. À l'origine, Catherine de Médicis a demandé à Michel-Ange cette réalisation, ce qu'il n'a pas accepté, prétextant de son âge. Il a conseillé à Roberto Strozzi, envoyé par Catherine de Médicis à Rome pour cette commande, de confier ce travail à Daniele Ricciarelli da Volterra aidé de Jean de Bologne. Le cheval est terminé en 1567 mais la statue du cavalier n'avait pas été réalisée.  Une effigie de Louis XIII a été placée sur ce cheval. Le monument est inauguré en septembre 1639.
Elle est fondue pendant la Révolution française pour faire des canons.
En 1825, une nouvelle statue en marbre blanc réalisée en 1821 par Jean-Pierre Cortot sur un modèle de Charles Dupaty datant de 1816 est installée au même endroit.